# Schloss Groß
Das Schloss Groß ist ein Renaissancebau am nördlichen Rand der Ortschaft Groß in der Gemeinde Hollabrunn in Niederösterreich. Das Schloss steht unter Denkmalschutz (Listeneintrag).

## Geschichte
Die kleine ein- bis zweigeschoßige Dreiflügelanlage aus der frühen Renaissance wurde im Jahre 1231 als Besitz eines adeligen Geschlechts erstmals urkundlich erwähnt. Die Anlage war ursprünglich ein befestigter Gutshof, der von einem Wassergraben umgeben war. Dieser Wassergraben wurde vom vorbeifließenden Runzelbach gespeist.
Zwischen 1326 und 1505 wechselte die Anlage mehrmals den Besitzer, ehe sie in der ersten Hälfte des 16. Jahrhunderts vermutlich durch Achatz I. von Ennenkel in verschiedenen, aufeinander folgenden Bauetappen zum Renaissanceschloss umgebaut wurde. Im Jahre 1591 befand sie sich im Eigentum der Familie Gilleis, 1610 hatten sie die Herbersteins in Besitz. In dieser Zeit wurde das oberste Geschoß wegen Baufälligkeit abgetragen, die Gräben mit dem Bauschutt aufgefüllt und die anderen Baulichkeiten stark reduziert. Es verblieb eine Dreiflügelanlage, wobei der Nordflügel komplett abgerissen, die Seitentrakte gekappt und die abgetragenen Teile nur mehr als einfache Wirtschaftsbauten erneuert wurden. Die beiden leicht vorspringenden Rundtürme an den Ecken des gut erhaltenen repräsentativen Südtraktes wurden bis zur Dachhöhe abgetragen.
Ab 1675 war Groß im Besitz der Dietrichsteiner, die es ihrer Herrschaft Sonnberg anschlossen. Im Jahre 1864 ging es in den Besitz der Familie Schönborn-Puchheim über, die es mehrfach und umfassend renovieren ließen. Ein Brand zerstörte im Jahre 1930 den Dachstuhl, der bald wieder erneuert wurde.
Bei einer Generalrestaurierung wurden größere Bereiche des ansonsten verputzten Bruchsteinmauerwerks freigelegt. Die steinsichtig belassenen Bereiche zeigen, dass die Bausubstanz im Kern offenbar bis in das 14. Jahrhundert zurückreicht.
Das Schloss ist an Firmen und Privatpersonen vermietet.

## Baubeschreibung

### Außen
Eine Brücke über den trockengelegten ehemaligen Wassergraben erschließt die Anlage von Norden her. Sie führt in den nach Norden offenen und an den drei anderen Seiten von den Gebäuden des Schlosskomplexes umgebenen Hof. Der Haupttrakt an der Südseite des Hofes ist eingeschoßig und wird von einem Satteldach mit vier Giebelgauben an der Nordseite und acht gegeneinander versetzten Giebelgauben an der Südseite abgeschlossen.
An der südlichen Fassade des Haupttraktes springen die mittlere Achse und zwei runde, bis auf Gebäudehöhe abgetragene Ecktürme leicht vor. Dazwischen und an den Flanken ist das Obergeschoß zum Teil über zinnenartige Stufen etwas zurückversetzt. Das Rundbogenportal im Mittelteil ist von später eingefügten Balken unterzogen. Die ehemalige Mannpforte ist vermauert. Die Fenstersohlbänke stammen aus zwei Bauphasen des 16. Jahrhunderts.
An der Hofseite des Haupttraktes befinden sich doppelgeschoßige, großteils durch einen Stiegeneinbau vermauerte Arkaden mit Pfeilern im Erdgeschoß und achtseitigen, zu Kämpfern übergehenden Stützen im Obergeschoß aus der ersten Hälfte des 16. Jahrhunderts. Der südliche Außenbereich wird über eine, von einem abgefasten Rundbogenportal geöffnete, tonnengewölbte Durchfahrt aus dem 16. Jahrhundert erreicht. Darüber befindet sich ein profiliertes Fenster aus dem zweiten Viertel des 16. Jahrhunderts. Die Fassade in diesem Bereich hat eine geritzte Eckquaderung aus dem 16. Jahrhundert, die einen ehemaligen Torturm andeuten könnte.
Zu beiden Seiten des Haupttraktes erstrecken sich kurze Seitenflügel nach Norden, an die giebelseitig eingeschoßige Stallungen aus der ersten Hälfte des 16. Jahrhunderts anschließen, die in Holzschuppen enden. Beim Ostflügel erhebt sich ein Treppenturm aus der ersten Hälfte des 16. Jahrhunderts mit schlankem Kegeldach, der auf die Neubauten der Enenkels zurückgeht. Der westliche Flügel ist ein Wirtschaftstrakt, der von einem stabförmigen Portal aus dem zweiten Viertel des 16. Jahrhunderts und von Breitfenstern durchbrochen wird. Beide Flügel haben Satteldächer mit je zwei rechteckigen Fenstern im nördlichen Dreiecksgiebel.
Der gesamte Komplex ist von einer Sgraffitoquaderung aus dem 16. Jahrhundert überzogen.

### Innen
Der obere Arkadengang des Haupttraktes wird von einem Kreuzgewölbe mit angeputzten Graten abgeschlossen. Er erschließt die Räume des Osttraktes.
Der Ostflügel hat im Erdgeschoß ein Stichkappengewölbe aus der ersten Hälfte des 16. Jahrhunderts, das durch aufstuckierte Grate den Charakter eines Zellengewölbes erhält. Die Tonne hat verstäbte Stichkappengrate. Im Ostflügel sind drei Portale aus dem zweiten Viertel des 16. Jahrhunderts: ein beschlagenes Portal, ein stabförmig profiliertes Portal und ein Rosettenportal.
Der westliche Wirtschaftsflügel hat eine Stichkappentonne mit aufstuckierten, teilweise verstäbten Graten.
In den Wohnräumen des Obergeschoßes sind Freskenreste erhalten.